# CLPSL2
CLPSL2 (англ. Colipase like 2) – білок, який кодується однойменним геном, розташованим у людей на 6-й хромосомі. Довжина поліпептидного ланцюга білка становить 100 амінокислот, а молекулярна маса — 10 812.
| 10         |  | 20         |  | 30         |  | 40         |  | 50         |
| ---------- |  | ---------- |  | ---------- |  | ---------- |  | ---------- |
| MAAALALVAG |  | VLSGAVLPLW |  | SALPQYKKKI |  | TDRCFHHSEC |  | YSGCCLMDLD |
| SGGAFCAPRA |  | RITMICLPQT |  | KGATNIICPC |  | RMGLTCISKD |  | LMCSRRCHMI |
|            |  |            |  |            |  |            |  |            |

A: Аланін

C: Цистеїн

D: Аспарагінова кислота

E: Глутамінова кислота

F: Фенілаланін

G: Гліцин

H: Гістидин

I: Ізолейцин

K: Лізин

L: Лейцин

M: Метіонін

N: Аспарагін

P: Пролін

Q: Глутамін

R: Аргінін

S: Серин

T: Треонін

V: Валін

W: Триптофан

Задіяний у такому біологічному процесі, як альтернативний сплайсинг. 
Секретований назовні.